# ARMC10
ARMC10 (англ. Armadillo repeat containing 10) – білок, який кодується однойменним геном, розташованим у людей на 7-й хромосомі. Довжина поліпептидного ланцюга білка становить 343 амінокислот, а молекулярна маса — 37 540.
| 10         |  | 20         |  | 30         |  | 40         |  | 50         |
| ---------- |  | ---------- |  | ---------- |  | ---------- |  | ---------- |
| MGGPRGAGWV |  | AAGLLLGAGA |  | CYCIYRLTRG |  | RRRGDRELGI |  | RSSKSAGALE |
| EGTSEGQLCG |  | RSARPQTGGT |  | WESQWSKTSQ |  | PEDLTDGSYD |  | DVLNAEQLQK |
| LLYLLESTED |  | PVIIERALIT |  | LGNNAAFSVN |  | QAIIRELGGI |  | PIVANKINHS |
| NQSIKEKALN |  | ALNNLSVNVE |  | NQIKIKIYIS |  | QVCEDVFSGP |  | LNSAVQLAGL |
| TLLTNMTVTN |  | DHQHMLHSYI |  | TDLFQVLLTG |  | NGNTKVQVLK |  | LLLNLSENPA |
| MTEGLLRAQV |  | DSSFLSLYDS |  | HVAKEILLRV |  | LTLFQNIKNC |  | LKIEGHLAVQ |
| PTFTEGSLFF |  | LLHGEECAQK |  | IRALVDHHDA |  | EVKEKVVTII |  | PKI        |

A: Аланін

C: Цистеїн

D: Аспарагінова кислота

E: Глутамінова кислота

F: Фенілаланін

G: Гліцин

H: Гістидин

I: Ізолейцин

K: Лізин

L: Лейцин

M: Метіонін

N: Аспарагін

P: Пролін

Q: Глутамін

R: Аргінін

S: Серин

T: Треонін

V: Валін

W: Триптофан

Кодований геном білок за функцією належить до фосфопротеїнів. 
Задіяний у таких біологічних процесах, як регуляція росту, альтернативний сплайсинг. 
Локалізований у мембрані, ендоплазматичному ретикулумі.